# Anatemnus vermiformis
Anatemnus vermiformis är en spindeldjursart som först beskrevs av With 1906.  Anatemnus vermiformis ingår i släktet Anatemnus och familjen Atemnidae. Inga underarter finns listade i Catalogue of Life.